# Je veux bien
 (août 2023).
La mise en forme du texte ne suit pas les recommandations de Wikipédia : il faut le « wikifier ».
Les points d'amélioration suivants sont les cas les plus fréquents :
- Les titres sont pré-formatés par le logiciel. Ils ne sont ni en capitales, ni en gras.
- Le texte ne doit pas être écrit en capitales (les noms de famille non plus), ni en gras, ni en italique, ni en « petit »…
- Le gras n'est utilisé que pour surligner le titre de l'article dans l'introduction, une seule fois.
- L'italique est rarement utilisé : mots en langue étrangère, titres d'œuvres, noms de bateaux, etc.
- Les citations ne sont pas en italique mais en corps de texte normal. Elles sont entourées par des guillemets français : « et ».
- Les listes à puces sont à éviter, des paragraphes rédigés étant largement préférés. Les tableaux sont à réserver à la présentation de données structurées (résultats, etc.).
- Les appels de note de bas de page (petits chiffres en exposant, introduits par l'outil «  Source ») sont à placer entre la fin de phrase et le point final[comme ça].
- Les liens internes (vers d'autres articles de Wikipédia) sont à choisir avec parcimonie. Créez des liens vers des articles approfondissant le sujet. Les termes génériques sans rapport avec le sujet sont à éviter, ainsi que les répétitions de liens vers un même terme.
- Les liens externes sont à placer uniquement dans une section « Liens externes », à la fin de l'article. Ces liens sont à choisir avec parcimonie suivant les règles définies. Si un lien sert de source à l'article, son insertion dans le texte est à faire par les notes de bas de page.
- La présentation des références doit suivre les conventions bibliographiques. Il est recommandé d'utiliser les modèles {{Ouvrage}}, {{Chapitre}}, {{Article}}, {{Lien web}} et/ou {{Bibliographie}}. Le mode d'édition visuel peut mettre en forme automatiquement les références.
- Insérer une infobox (cadre d'informations à droite) n'est pas obligatoire pour parachever la mise en page.

Pour une aide détaillée, merci de consulter Aide:Wikification.
Si vous pensez que ces points ont été résolus, vous pouvez retirer ce bandeau et améliorer la mise en forme d'un autre article.
Singles de Alizée
À cause de l'automne
(2012) Blonde (chanson d'Alizée)
(2014)
Pistes de 5
10 ans Mon chevalier
Je veux bien est le deuxième single du cinquième album studio de la chanteuse française Alizée, 5, sorti le 25 mars 2013 sous les labels Sony Music Entertainment et Jive Epic.

## Chronologie
Peu de temps après le single À cause de l'automne est annoncée la sortie du second single intitulé Je veux bien. La cover est dévoilée au public le 15 avril 2013, pour finalement sortir officiellement le 22 avril 2013.

## Classements
| Classements (2013)   | Meilleure place |
| -------------------- | --------------- |
| French Singles Chart | 161             |

## Promotion

### Dans les médias
Le single Je veux bien est apparaît dans de nombreux magazine en 2013 comme Métro, Tribu Move, Public, 20 minutes.
Il passe plusieurs fois à la radio en 2013 sur, Chérie FM, Europe 1, France Bleu, RTL et bien plus encore .

### En CD
Un CD sérigraphié sort en avril 2013 pour promouvoir le single, en édition limitée à 50 exemplaires seulement .